# Lérouville
Lérouville is een gemeente in het Franse departement Meuse (regio Grand Est) en telt 1389 inwoners (1999). De plaats maakt deel uit van het arrondissement Commercy.  Lérouville telde op 1 januari 2022 1.380 inwoners.

## Geografie
De oppervlakte van Lérouville bedroeg op 1 januari 2022 14,38 vierkante kilometer; de bevolkingsdichtheid was toen 96 inwoners per km².

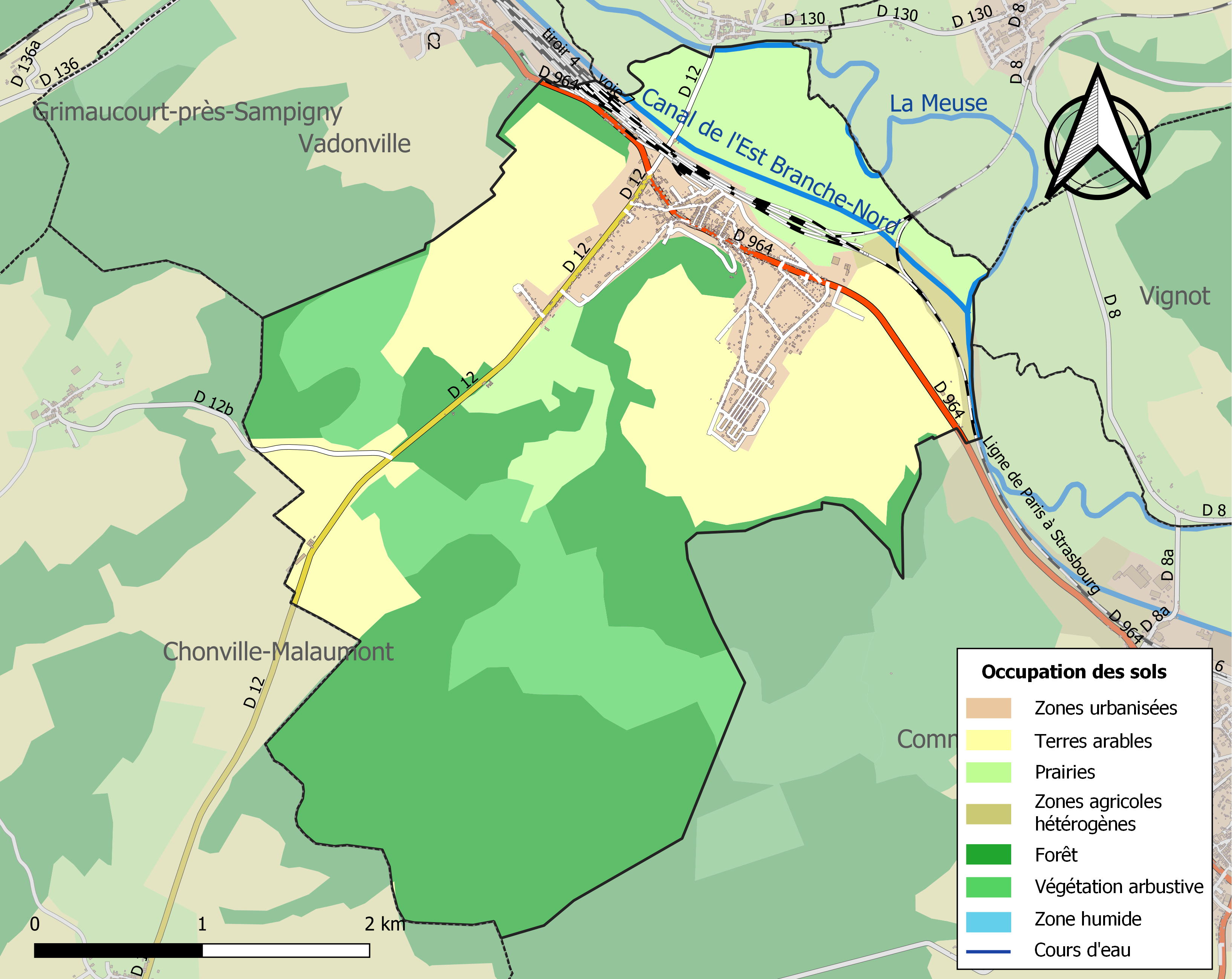
Kaart van de gemeente met de belangrijkste infrastructuur, bodemgebruik en omliggende gemeenten

## Demografie
Onderstaande figuur toont het verloop van het inwonertal (bron: INSEE-tellingen).